# کلاهک مرگ
آمانیتا فالوئیدس (نام علمی: Amanita phalloides) مشهور به کلاهک مرگ یکی از مرگ‌آورترین انواع قارچ چتری دسته بازیدیومیست‌ها و سرده آمانیتا است. این قارچ که بسیار شبیه سایر قارچ‌های خوراکی این سرده و دیگر دسته هاست، در سرتاسر اروپا در پای درختان بلوط و کاج می‌روید. کلاهک مرگ عمده‌ترین عامل مرگ‌ومیر ناشی از مسمومیت‌های قارچی می‌باشد.
کلاهک قارچ در تابستان و پاییز رشد کرده و برنگ سبز روشن است و پره‌های زیر چتر کلاهک سفید رنگ است. به‌دلیل شباهت آن به سایر قارچ‌های خوراکی، موارد مسمومیت منجر به مرگ زیاد است. ماده سمی آلفا-آمانیتین موجود در قارچ، دارای آثار سمی غیرقابل بازگشت روی کبد و کلیه بوده و معمولاً کشنده است.

## کشف و نامگذاری
این قارچ در سال ۱۷۲۷ میلادی توسط سباستین وایلان کشف شده‌است ولی صد سال بعد توسط فردریش لینک بنام آمانیتا فالوئید نامگذاری گردید. گفته می‌شود بعلت تشابه شکل آن به فالوس به این نام خوانده شده‌است. گیاه از گونه آمانیتا و از تیره آمانیتاسه است و همه قارچ‌های این تیره دارای سم‌های کشنده هستند.

## مشخصات
چتر کلاهک مرگ در ابتدا کوچک و برجسته و نیم‌دایره است ولی به تدریج به‌شکل چتر ۳ الی ۱۵ سانتیمتر با تحدب مرکزی رشد می‌کند. رنگ آن سفید مایل به زرد و گاهی سبز کمرنک است که بطرف لبه‌ها رنگ آن روشن‌تر می‌گردد تیغه‌های زیر کلاهک سفید رنگ و به صورت آزاد قرار دارند. لبه‌ها به‌شکل دامن دورتادور کلاهک را بطول ۱۰ الی ۱۵ سانتیمتر فرا گرفته‌اند. پایه قارچ بطول ۸ الی ۱۵ سانتیمتر و برنگ سفید با لکه‌های خاکستری است. در بررسی هاگ (Spore print) نمای سفید دارد که مشخصه گونه آمانیتا است.

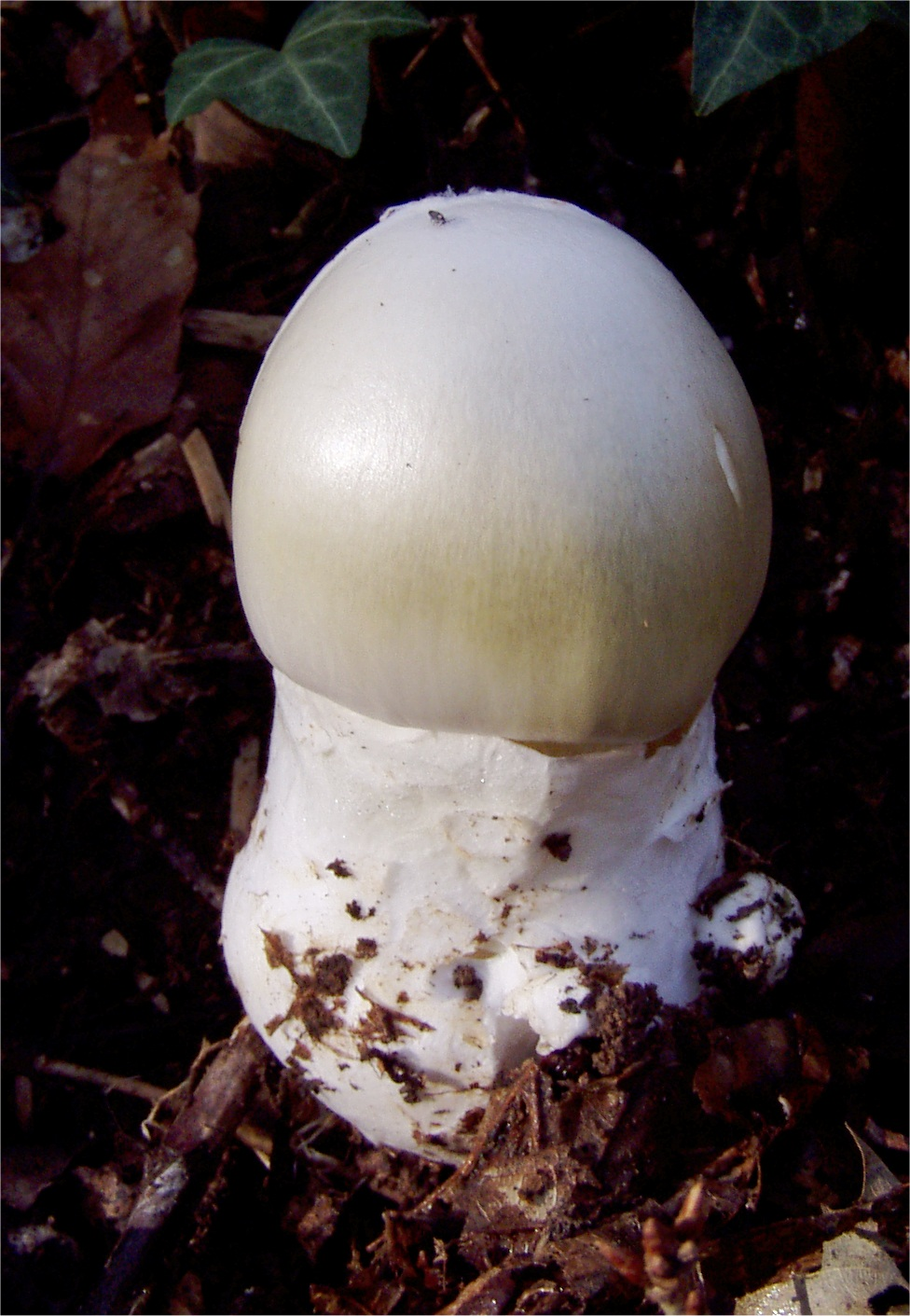
غنچه کلاهک

## محل رشد
کلاهک مرگ بومی کشورهای اروپا است و تقریباً در تمام مناطق جنگلی رشد می‌کند. در مورد رویش آن در بعضی از کشورهای آسیایی مانند ایران گزارش شده‌است. این قارچ همزیست بسیاری از درختان جنگلی برگ پهن مانند بلوط، راش، ومخروطیان است. گزارش‌های مسمومیت با این قارچ که از استرالیا و مناطق دیگر جهان می‌رسد، نشان دهنده گسترش آن به جنگل‌های بلوط در بسیاری از نقاط جهان است.

## خواص سم

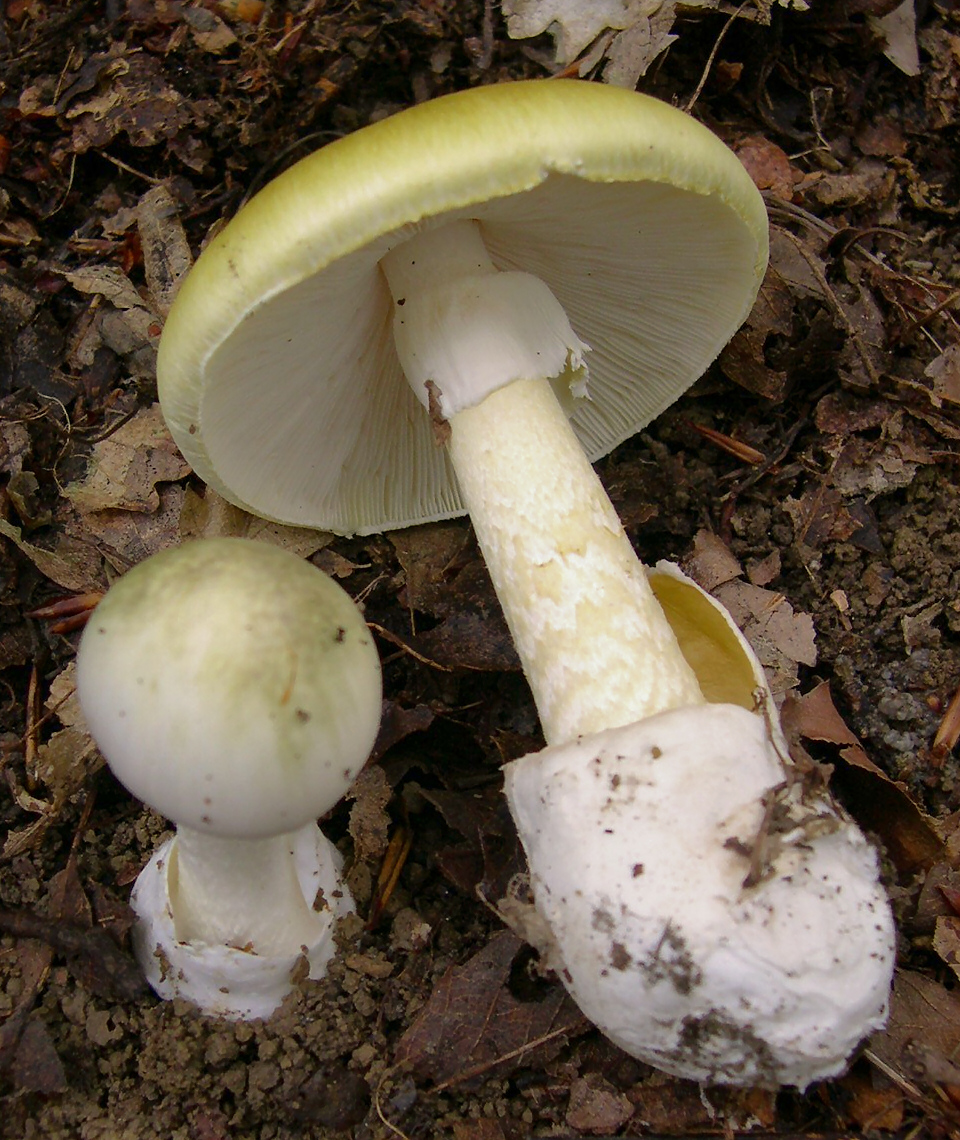
کلاهک مرگ

همانطور که از نام این قارچ مشخص می‌شود، دارای خاصیت سمی شدیدی بوده و خوردن نصف کلاهک آن می‌تواند منجر به مرگ انسان شود و از مرگ فردی و گروهی گزارش‌های متعددی وجود دارد. شباهت بسیار زیاد این قارچ با قارچ‌های خوراکی موجب بروز این مسمومیت می‌باشد. پختن و جوشاندن این قارچ نمی‌تواند سم موجود را از بین ببرد.

### بیوشیمی
از نظر بیوشیمی دو گروه سمی در این قارچ کشف شده است، گروه آماتوکسین‌ها و گروه فالوتوکسین‌ها که هردو گروه از پپتید‌های حلقوی تشکیل شده‌اند. قوی‌ترین سم در این دو گروه ماده آلفا-آمانیتین و بتا-آمانیتین است که مربط به گروه آماتوکسین‌ها است. این سموم با متوقف کردن و ممانعت از زیست‌ساخت پروتئین‌ها باعت مرگ سلولی می‌گردند.
در کشتن سلول‌های سرطانی و متوقف کردن رشد و تکثیر و پیشروندگی سرطان موثرند و باعث متوقف شدن و کپی‌برداری اران ای سلول‌های سر کش که با تکثیرشون در بدن تومور سرطانی را باعث میشن می‌شوند.

### علائم بالینی
مسمومیت با این قارچ در دهه ۷۰ میلادی حدود ۲۲ درصد مسمومیت‌های خوراکی را تشکیل می داده که حال حاضر در حدود ۱۰ الی ۱۵ درصد است همچنین مرگ ومیر آن نیز که بیش از ۶۰ درصد بوده، کاهش یافته‌است.
جذب سموم قارچ کُند بوده و علائم ممکنست حتی بعد از ۲۴ ساعت ظاهر شوند و تقریباً همه اعضاء بدن در این تخریب سلولی مبتلا هستند. علائم اولیه شامل استفراغ، اسهال و هیپوگلیسمی و تندتپشی بوده ولی با پیشرفت اثر سم و تخریب سلول‌های کبدی علائم نارسایی کبد و کلیه به صورت یرقان، روان‌پریشی، کما و علائم نارسایی کلیه ظاهر میگردد. مرگ، بعد از بروز علائم در مدت ۶ الی ۱۶ ساعت بعد اتفاق می افتد.

### درمان
درمان اختصاصی و پادزهر وجود ندارد و درمان علامتی شامل شستشوی معده بیمار و تجویز سرم و زغال فعال و کنترل آب و الکترولیت سرم خون بیمار انجام می‌شود. ممکن است برای زنده ماندن بیمار حتی پیوند کبد نیاز باشد. گزارش شده‌است که تجویز آنتی بیوتیک پنی سیلین و سفالوسپورین‌ها می‌تواند مؤثر باشد.چون کبد با حجم زیادی سلول مرده روبروست باید به بیمار مسموم شده داروی پاکسازی کبد داده بشود تا عملکرد کبد پایین نیاید و همچنین داروی ادرارآور به بیمار تجویز شود تا کلیه بتواند آن حجم از سلول مرده را که در اثر استفاده قارچ سمی در بدن فرد بیمار ایجاد شده‌است را دفع کند تا کلیه‌ها از کار نیافتند.
سيليمارين به طور گسترده ای در درمان مسموميت ناشی از قارچ آمانيتا استفاده می شود. اين درمان موجب كاهش مرگ و مير به ميزان 80-60 درصد در بيماران شده است [39 .[تجويز سيليبين وریدی (day/kg/mg 50 -20 به مدت 3 تا 4 روز) تا 48 ساعت بعد از مسموميت با قارچ آمانيتا موجب مهار آسيب كبدی به طور كامل می شود. در يك مطالعه كه روی 205 فرد مسموم شده با قارچ آمانيتا انجام شد 46 مورد مرگ در گروه درمان نشده گزارش شد. اما در گروه 16 نفری كه سيليبين تجويز شد، هيچ مرگ و ميري گزارش نشد [40 .[در بررسی دیگری، 18 نفر كه با قارچ آمانيتا مسموم شده بودند، تحت درمان با سيليبين قرار گرفتند. نتايج نشان داد تنها يك نفر كه قارچ را جهت خودکشی مصرف كرده و تا مدت 60 ساعت درمان نشده بود فوت نموده است [41 .[39. Parish RC, Doering PL. Treatment of Amanita mushroom poisoning: a review. Vet Hum Toxicol. 1986; 28: 318-322. 40. Floersheim GL, Weber O, Tschumi P, Ulbrich M. Clinical death-cap (Amanita Phalloides) poisoning:Prognostic factors and therapeutic measures.Analysis of 250 cases. Schweiz. Med. Wochenschr. 1982; 112: 1164-1177. 41. Salmi HA, Sarna, S. Effect of silymarin on chemical, functional, and morphological alterations of the liver:A double-blind controlled study. Scand. J. Gastroenterol. 1982; 17: 517-521.